# Игнатий Богоносец
Игнатий Богоносец е ученик на евангелиста Йоан Богослов и представител на поколението на Апостолските мъже - съвременник на гонението над християните при римския император Домициан (81 – 96). Той е втори поред (след Еводий) епископ на Антиохийската църква, или трети - ако се брои и нейният основател, апостол Петър. Ръководи я между 67 и 107-108 г., когато предполагаемо загива като мъченик в Рим (според друга хипотеза, датата на смъртта му се отнася към 110-117 г.) Според свидетелството от разказа за неговото мъченичество, св. Игнатий е „мъж апостолски във всичко“, който „грижливо управлява Църквата в Антиохия“. Вероятно по негово време (според "Деяния на апостолите" 11:26 - на тяхно събрание в Антиохия) за първи път, като име на последователите на Исус Христос, е употребена думата "християни". Също така е възможно да е и автор на термина "Католическа църква" (изглежда споменат в Писмо на Игнатий до смирненците 8:2 - разбиран като всеобща - съборна от съществуващите по негово време поместни църкви).
Църковния историк Сократ твърди, че Игнатий Богоносец първи е въвел в богослужението антифонното пение (пеене), наподобявайки ангелите, възпяващи Светата Троица от 2 противоположни страни, според получено от него видение.
В България има храм, посветен на Игнатий Богоносец - това е енорийската черква в село Игнатица, община Мездра, осветена на 20-ти декември 2007 година. 

## Име
Самият Игнатий се изказва по отношение на себе си, че е човек, който „има (носи) Христос в сърцето си“ (ϑεοϕόρος). Това е интерпретирано впоследствие, като основа за предание, според което той е носен от Бога (ϑεόϕορος), в смисъла, който придава на това Симеон Метафраст (10 век), според когото св. Игнатий е детето, посочено и прегърнато от Иисус Христос, когато апостолите спорят за първенство (Мат. 18:1 – 5). Според Йоан Златоуст (4-5 век) св. Игнатий никога не е виждал лицето на Господа „в плът“.
Името му също така се асоциира с огъня, поради което празникът му - Игнажден - е имен ден на хора с имена свързан с него, като Огнян и Пламен.

## Творчество
Според Поликарп Смирненски (средата на II век), Свети Игнатий е автор на 7 послания, писани от него по пътя към мъченичество си; 6 от тях - до поместни църкви (Ефеската, Магнезийската, Тралийската, Римската, Филаделфийската и Смирненската), седмото – до самия него. В началото на 4 век Евсевий Кесарийски ги изброява в реда, в който те са признати и днес (19.-21. век). Първият критичен превод на български език на тези текстове извършва и публикува Светослав Риболов.

## Мощи
Смята се, че Игнатий е бил разкъсан от лъвове на арената на Големия цирк (Циркус Максимус) в Рим. Спори се върху годината на мъченичество на Игнатий, но най-често се приема 107 или 108 г. За това събитие споменават ранни апологети, като св. Поликарп Смирненски, св. Ириней Лионски  и Ориген . Православната църква празнува неговата памет на 20 декември (Игнажден), а Римокатолическата църква – на 1 февруари. 29 януари е денят, в който Православната църква чества пренасянето на неговите мощи от Рим в Антиохия и (след като е превзета от арабите през 637 г.) - обратно в Рим, където те се пазят в храма „Свети Климент“.